# Ajoblanco

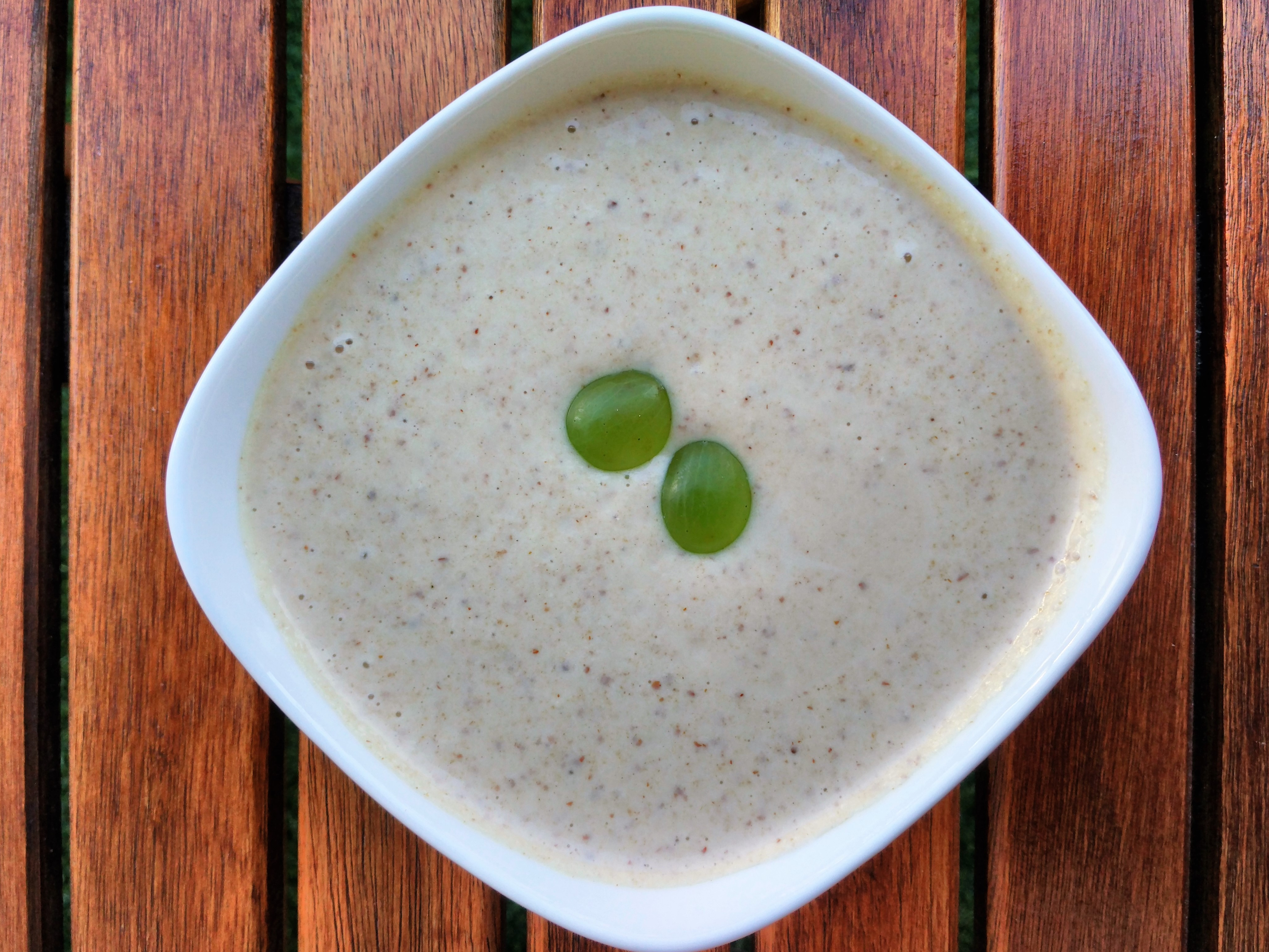
Ajoblanco

Ajoblanco ou ajo blanco é uma sopa fria típica da culinária da Espanha, mais concretamente das regiões da Andaluzia (principalmente nas cidades de Granada, Málaga e Almeria) e Estremadura. 
É preparada com pão, amêndoa moída, alho, água, azeite, sal e, por vezes, vinagre. É por vezes acompanhada com uvas ou pedaços de melão.
Trata-se, na realidade, de uma variedade de gaspacho espanhol, dado que contém os seus quatro componentes básicos: água, azeite, alho e pão, acrescentados de mais um ingrediente para lhe dar um sabor distinto, a amêndoa.

## Preparação
O pão, geralmente duro, é colocado de molho e picam-se as amêndoas juntamente com os alhos (e, por vezes, também com vinagre), com a ajuda de um almofariz, até se obter uma pasta branca. Por fim, adiciona-se água e mistura-se com azeite, até ficar tão líquida quanto se deseje. 
Em certos locais, é costume consumir esta sopa com uma batata assada ("papa asá", na designação local). Quando consumida desta forma, convém que seja mais líquida, para poder ser tomada a partir de um copo.  

## Festas
Na povoação de Almáchar, em Málaga, celebra-se todos os anos no dia 2 de setembro uma festa em homenagem ao ajoblanco. 